# Limlicht
De Limlicht (Engels: Limlight, Sindarijns: Limlaith) is een fictieve rivier in de werken van J.R.R. Tolkien.
De rivier heeft haar bron in de zuidelijkste uitlopers van de Hithaeglir in het woud Fangorn. Vanuit Fangorn stroomt de rivier oostwaarts totdat ze in de Anduin uitmondt. Voor een groot deel van de Derde Era vormde de Limlicht de noordgrens van Calenardhon, een provincie van Gondor.
In het jaar 2510 van de Derde Era werd Gondor aangevallen door de Oosterlingen en haar noordelijke leger werd klemgezet op het veld van Celebrant, een gebied tussen de Anduin en de Limlicht. Toen alle hoop verloren leek werd het leger van Gondor ontzet uit haar benarde positie doordat koning Eorl de Jonge van de Éothéod onverwachts een verrassingsaanval uitvoerde tegen de Oosterlingen. Als beloning voor Eorls hulp gaf stadhouder Cirion de Éothéod de ontvolkte provincie Calenardhon om in te wonen. Zij werden bekend als een volk van paardenfokkers en stonden voortaan bekend als de Rohirrim. Vanuit zijn hoofdstad Aldburg stichtte Eorl het koninkrijk Rohan en de Limlicht vormde de noordgrens van dit rijk.
Tevens beschouwen de Grijze Elfen van Lothlórien de Limlicht als de zuidelijke grens van hun rijk.
Zie ook: Lijst van koningen van Rohan
Adorn · Anduin (de Grote Rivier) · Angren (Isen) · Baranduin (Brandewijn) · Betoverde Rivier · Bruinen (Luidwater) · Carnen (Roodwater) · Celduin (Running) · Celebrant (Zilverlei) · Celos · Ciril · Deemril · Dieptestroom · Erui · Gilrain · Glanduin (Grensrivier) · Glanhir (Meringstroom) · Gwathló (Grauwel) · Harnen (Zuiderrivier) · Lefnui · Lhûn (Lune) · Limlicht · Mitheithel (Grijsvloed) · Morgulduin · Morthond · Nimrodel · Ninglor (Lis) · Onodló (Entwas) · Poros · Rhimdath · Ringló · Serni · Sirith · Sirannon (Poortstroom) · Sneeuwborn · Het Water · Wilgewinde · Woudrivier